# 楊棟朝
楊棟朝（？—？），号梦苍，雲南鹤庆府剑川州人。

## 生平
万历三十七年（1609年）己酉科云南乡试举人，四十一年（1613年）癸丑科進士，知湘乡县，丁巳大水，形家谓县治有“水洗左胁” 之嗟，杨栋朝将大堂改作后堂。
天啓二年四月考选，授南礼科给事中，三年五月巡视南京甲字等九库并光禄寺钱粮。条议开路通滇。四年巡视南京营务。疏纠京堂冒滥四人：偏沅巡抚李仙品、宣府巡抚王之臣、太常寺卿李应魁、顺天府府丞杨廷筠。值魏璫祸起，屡疏抗劾，不避斧钺，削夺归里。后起补吏科，崇祯五年十月迁光禄寺少卿，其劾璫疏载在明史，与杨涟、左光斗争光焉。